# Lac Cochichewick
Le lac Cochichewick se trouve sur le territoire de la ville de North Andover (Massachusetts). Il récolte les eaux de ruissellement du massif de Weir Hills et se déverse dans la Cochichewick River, un affluent du Merrimack.  
Il y a au bord du lac une école privée, Brooks School.

## Restrictions au public
Au XIXe siècle, ce lac était la principale source d'eau potable de la North Andover, et il était fermé à la navigation. Mais depuis le mois de mai 2002, la ville a accordé quelques permis aux plaisanciers.
Étant donné le lourd passé industriel de la vallée du Merrimack, les eaux du lac ont longtemps été très chargées en métaux lourds, et particulièrement en mercure. Mais des études récentes ont montré une nette réduction des teneurs, confirmées par le retour de certaines espèces piscicoles comme la perche jaune ou la perche noire ; néanmoins la baignade demeure interdite. Des panneaux apposés par la ville avertissent les randonneurs que l'eau est utilisée comme réservoir d'eau douce et que la baignade est punie d'une amende de 50 $.